# McPixel
McPixel – niezależna komputerowa gra logiczna wyprodukowana przez polskiego programistę Mikołaja Kamińskiego (znanego również jako Sos Sosowski) w 2012 roku.

## Rozgrywka
Gra skupia się wokół tytułowego bohatera, McPixela, który jest parodią zarówno MacGyvera, jak i jego drugiej parodii, MacGrubera. McPixel zawiera liczne nawiązania do postaci z kultury masowej.
Celem McPixela w grze jest rozbrajanie bomb lub „ocalenie dnia” w 20 sekund na każdym poziomie. W grze są cztery rozdziały, każdy z trzema poziomami i dodatkowym poziomem do odblokowania. Każdy poziom zawiera sześć sekwencji.

## Odbiór
McPixel został pozytywnie przyjęty, z wynikiem 76/100 na Metacritic dla wersji na PC i 83/100 dla wersji iOS. Portal Polygon przyznał grze wynik 8 na 10, stwierdzając, że „McPixel to krok dalej, będąc parodią parodii. Natomiast jest on dziwniejszy, brzydszy, śmieszniejszy i o wiele bardziej bluźnierczy.”.
Do września 2012 roku McPixel sprzedał się w 3055 egzemplarzach. Był również pierwszą grą wydaną za pośrednictwem Steam Greenlight.